# Magicicada
Magicicada è un genere di cicale diffuse nel Nord America con un ciclo vitale di 13 e 17 anni.
La particolarità di questi insetti è quella di possedere una combinazione di cicli vitali lunga numerosi anni. Dopo aver vissuto nel terreno per 13 anni per alcune specie, e 17 per altre, sotto forma di ninfa, emergono tutte contemporaneamente dopo aver scavato una galleria che le conduce in superficie.

## Tassonomia
Vengono attualmente riconosciute 7 specie di Magicicada, 3 delle quali con un ciclo vitale di 17 anni, 4 con un ciclo di 13 anni.

### Specie con ciclo vitale di 13 anni
- Magicicada neotredecim (Marshall & Cooley, 2000)
- Magicicada tredecim (Walsh & Riley, 1868)
- Magicicada tredecassini (Alexander & Moore, 1962)
- Magicicada tredecula (Alexander & Moore, 1962)

### Specie con ciclo vitale di 17 anni
- Magicicada cassini (Linnaeus, 1758)
- Magicicada septendecim (Fisher)
- Magicicada septendecula (Alexander & Moore, 1962)